# Рец (Австрія)
Рец (нім. Retz) — громада у окрузі Голлабрунн у Нижній Австрії, Австрія. З населенням 4168 осіб.  
Займає прощу 45.02 км².  

## Географія
Рец розташований на північному заході кварталу Вайнфіртель в федеральній землі Нижня Австрія. Площа муніципалітету становить 45,01 км². 11,83% цієї площі вкрито лісами.
До складу громади входять міста:
- Гоферн
- Кляйнгьофляйн
- Кляйнріденталь
- Обернальб
- Рец
- Унтерльб

Муніципалітет складається з кадастрови кварталів: Гоферн, Кляйнхьофляйн, Кляйнріденталь, Обернальб, Рец-Альтштадт, Рец-Штадт і Унтернальб.

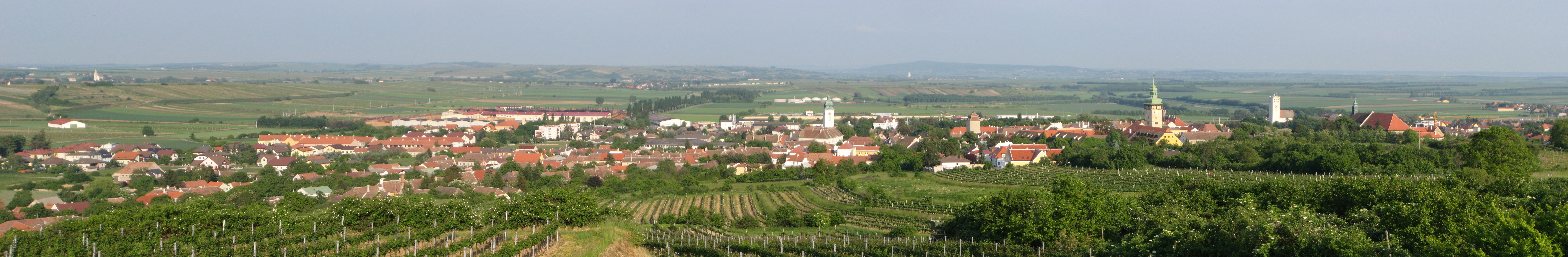
Панорамна фотографія міста Рец

## Історія

### Середньовіччя
Навколо сучасного лугу (Anger) на території Рецу було утворено село, яке вперше згадується в 1180 році як „Rezze“ (зі слов’янської мовної группи означає маленький струмок).

Рудольф I нагородив графа Бертольда Рабенсвальдського (1278–1312) графством і суверенітетом Гардеґґ як феодальне володіння. Граф недовго перебував у Гардеґґу, а переїхав до Рецу, де заснував монастир домініканського ордену (нім. Dominikanerkloster). Будівництво монастиря завершилося в 1295 році. Нарешті близько 1300 року він заснував місто Рец.
Близько 1343 року народився проповідник Франц фон Рец. Він переформував домініканський орден, викладав у Віденському університеті, п'ять разів був його деканом, а також представляв університет на Пізанській раді. Помер 8 вересня 1427 року, у місті Відень. 
У 1425 році гусити завоювали Рец (25 листопада), а лише через кілька днів — Шраттенталь і Пулкау. Місто було зруйноване, багато людей загинуло. Хроніка з Клостернойбурга повідомляє про 6000 полонених, яких привели до Праги. Серед полонених був граф Генріх Майдбурзький (родом з Гардеґґу). Кажуть, що майже 8000 чоловіків було позбавлено життя,  понад 30 католицьких церков зруйновано. У 1431 році гуситський рух вдруге напав на Рец.
У 1467 році була освячена громадська госпітальна каплиця (нім. Burgerspitalkapelle), розташована між Фердерберхаус (нім. Verderberhaus, дос. «Будинок Вердерберів») і Зноймерською брамою (нім. Znaimer Tor). Він був секуляризований у 1783 році. Сьогодні він слугує музеєм для Південноморавської галереї. 
Після реконструкції міста, воно було завойовано Матіасом Корвіном 10 жовтня 1486 року після шестиденної облоги. До 1492 року Рец належав його домінію. У цей час місто отримало привілеї щодо торгівлі вином, які забезпечили майбутнє процвітання міста. Ще як наслідок цих привілеїв була побудована величезна і багатоповерхова система винних погребів. Сьогодні вони використовується для екскурсій і служить єдиним місцем для різдвяного ярмарку під час різдвяного Адвенту.

### 16 і 17 століття
З 1568 по 1569 рр. колишню церкву на головній площі було перетворено на міську ратушу, встановивши проміжне перекриття. На першому поверсі була побудована Марієнкапелле (нім. Marienkapelle, дос. «Каплиця Марії»). Столяр Якоб Барт працював над різьбленням понад 30 років.

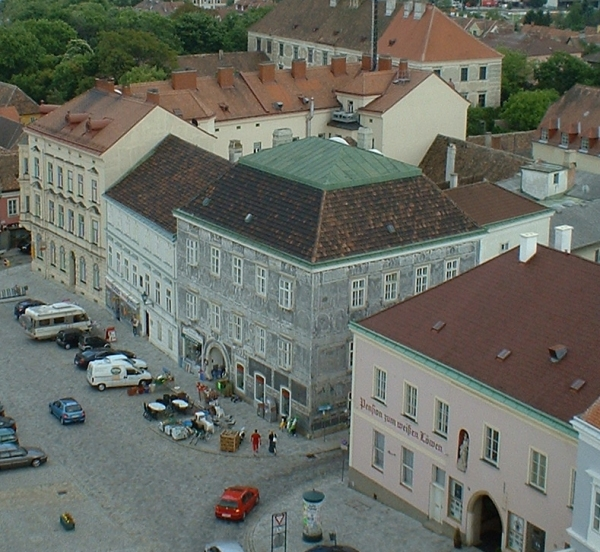
Вид на історичний Sgraffitohaus

У 1576 році був побудований Сґраффітохаус (нім. Sgraffitohaus, дос. «Будинок Сграфіто»). У 1928 році перемальовані картини були виявлені.

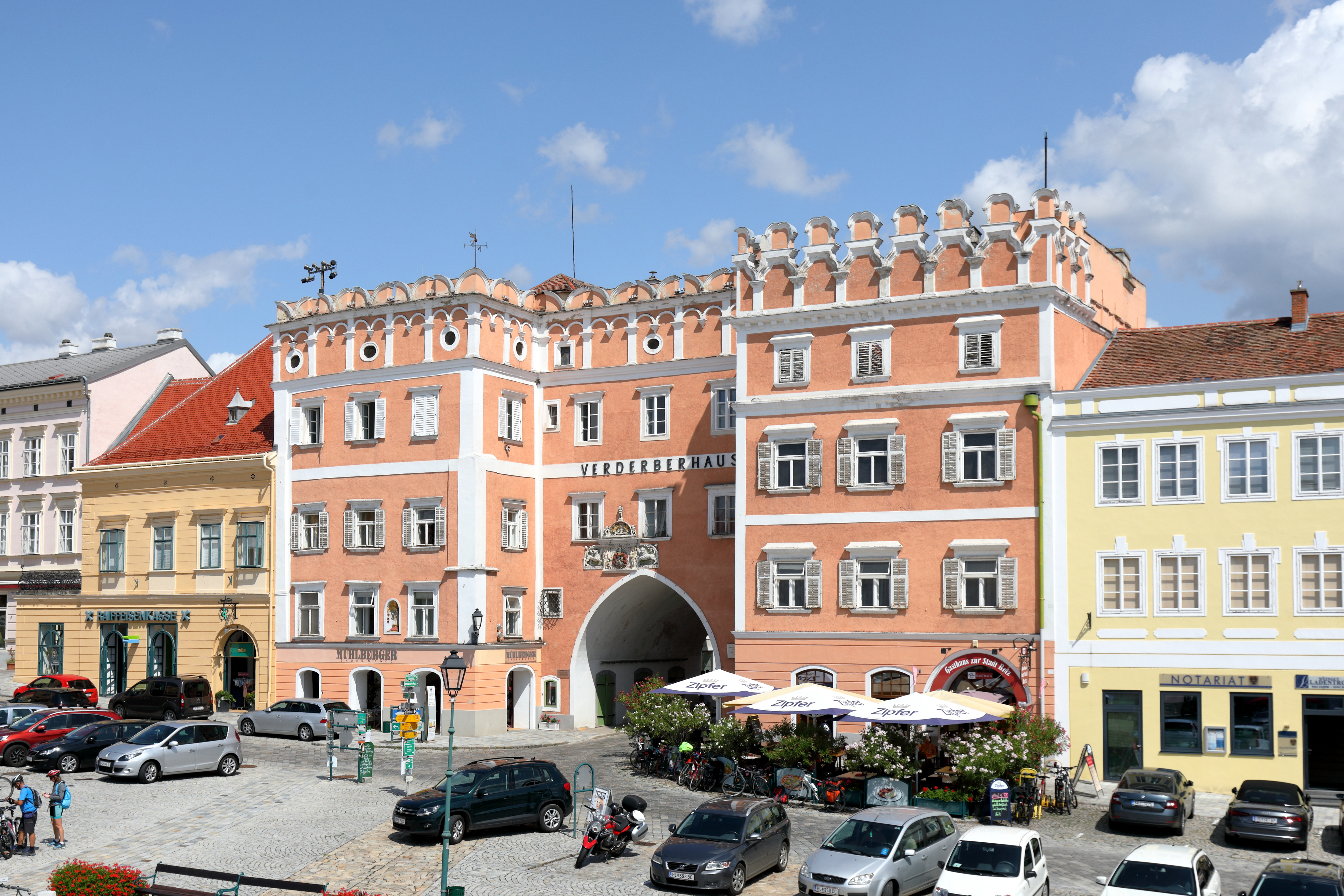
Verderberhaus, побудований в 1583 році

Вердерберхаус (нім. Verderberhaus, дос. «Дім Вердерберів») бере свій початок у 1583 році. Назван на честь сім’ї на ім’я Вердербер, яка на той час була дуже багатою родиною у місті. Родина придбала будинок у 1848 році.
Тридцятирічна війна зруйнувала деяку частину міста. Також шведи під керівництвом Леннарта Торстенссона, зробили деякі зруйнування. 
У 1660-ті був побудований замок родини Зуттнер-Ґаттербурґ. Сьогодні тут розташований музей велосипедів. Під час зйомок телесеріалу «Юлія - надзвичайна жінка» (нім. Julia - eine außergewöhnliche Frau) між 1998 і 2002 роками там розташовувався вигаданий поліцейський відділок.
У 1680 році в місто прийшла бубонна чума. На памʼять про цю  трагедію, на головній прощі Рецу встановили чумний стовп. 
Після 1696 року було дозволено будувати будівлі, вищі за оборонну стіну міста. Це стало мотивом для домініканського ордену збільшити розмір свого монастиря ще на один поверх. Після цього монастир став мати 3 поверхи.

### 18 і 19 століття

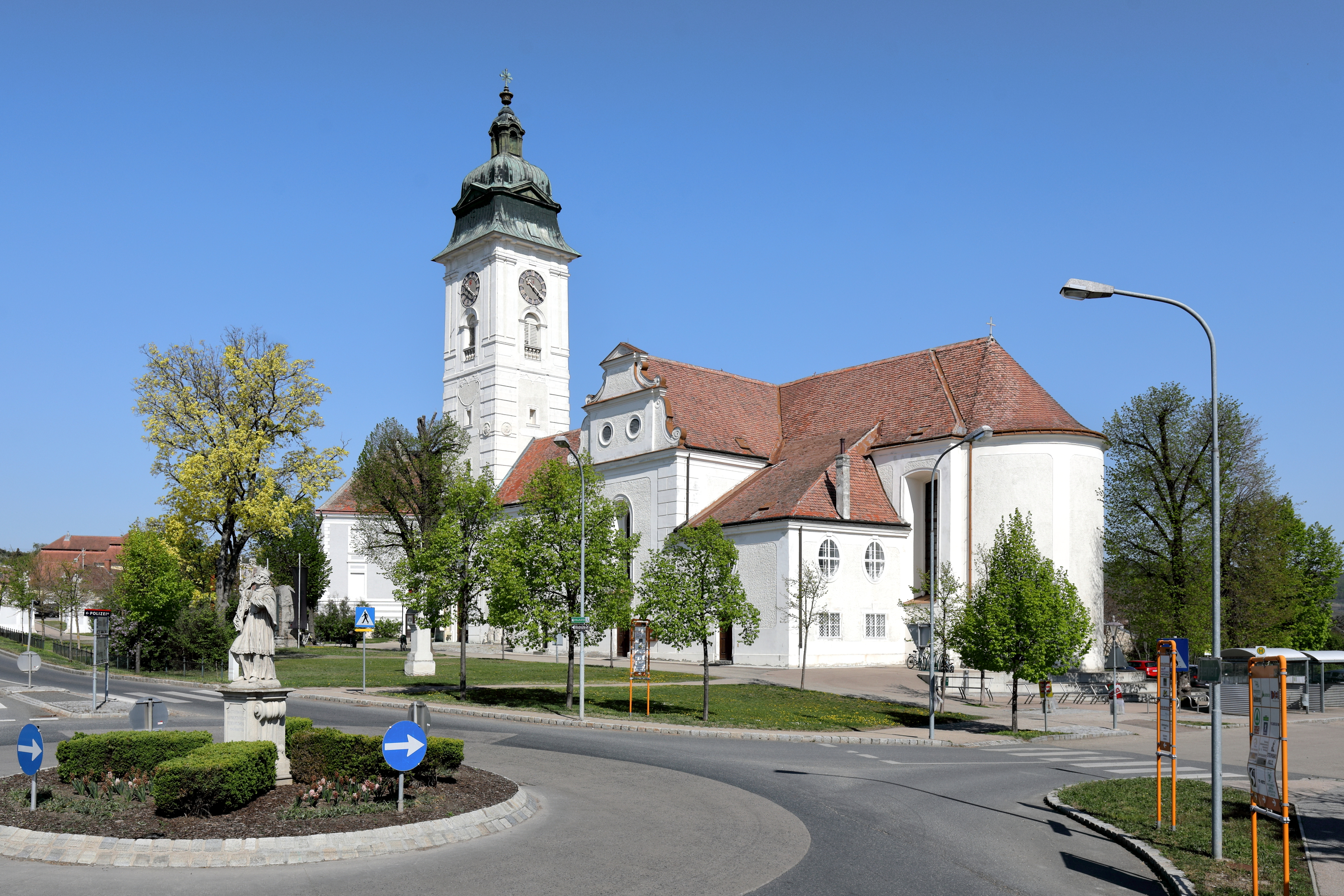
Парафіяльний костел Святого Стефана

У 1701-1713 роках шпиль церкви був перероблений у стилі бароко. Між 1721 і 1728 роками церква була розширена, повністю перебудована у стилі бароко. Вівтарний образ із зображенням святого Стефана, намальований Леопольдом Купельвізером, датується 1852 роком.
Перший вітряний млин у Рецу був повністю побудований з дерева. Будівництво було у 1772 році. Пізніше поруч був споруджений другий вітряк, побудований з каменю. Другий млин вже не використовується за призначенням, наразі він служить житловим будинком.
У 1831 році дерев'яний вітряк було ліквідовано і на тому ж місці збудовано новий. Наразі це одна з визначних пам’яток міста, оскільки це ледве єдиний повністю діючий вітряк в Австрії. У цьому проекті також був задіяний муляр із Лесна-у-Знойма (чеськ. Lesná u Znojma) (Південна Моравія). Він використав набуті знання, щоб побудувати у своєму рідному місті вітряк, який згодом успадкував син мельника з Рецу. У 1927 році вітряк зупинили. Недалеко від вітряка розташований Кальварія. Будівництво його було у 1727–1737 роках Якобом Зером .
1 листопада 1871 року місто Рец було підʼєднано до міжнародної залізничної системи Австрійською Північно-Західною залізницею.
У 1896 році було побудовано юдейський молитовний дім, якого вже не існує. 
Місцеве поштове відділення була зроблена у 1897 році.

## Політика

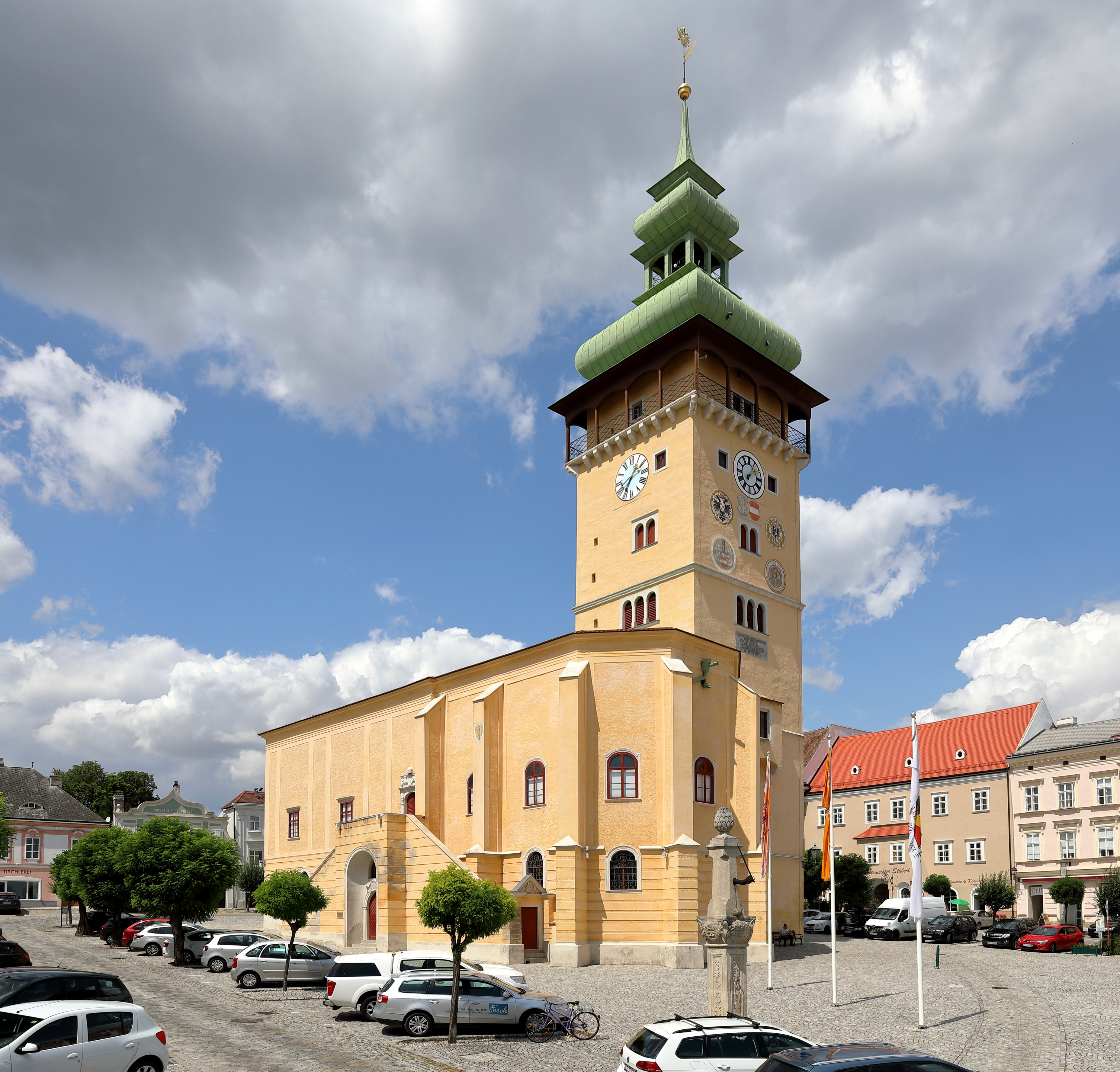
Ратуша

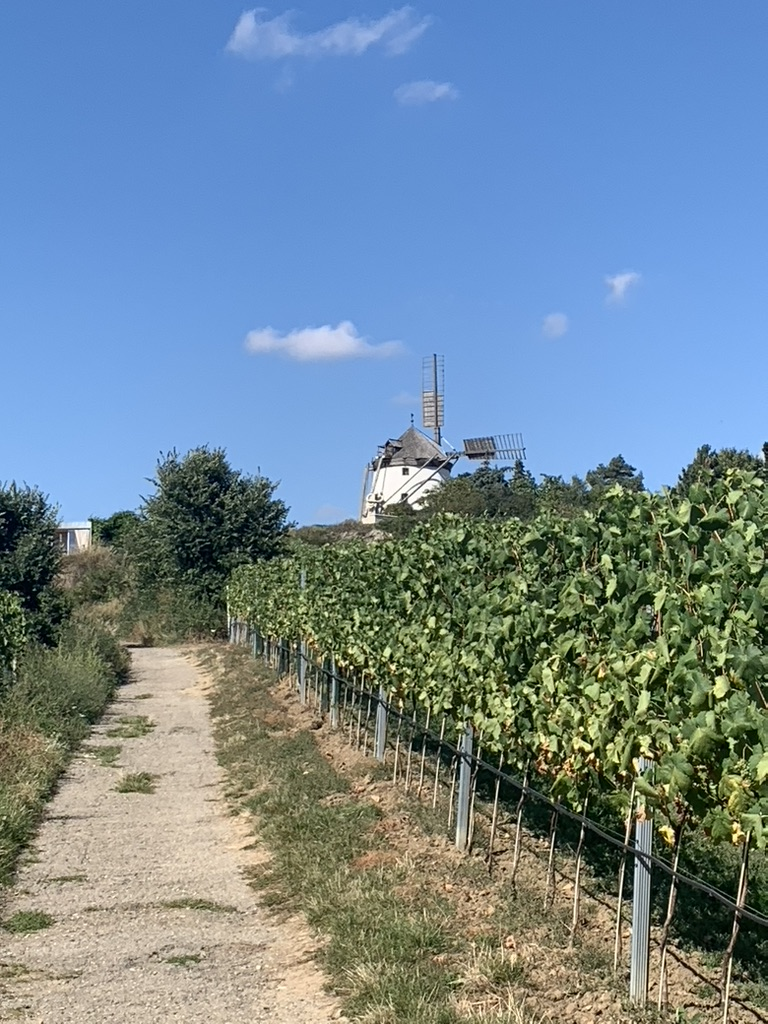
Виноградник та вітряний млин

Мер міста Рец — Гельмут Кох, головний офіцер — Андреас Седльмаєр. У муніципальній раді є 25 місць, і розподіл мандатів після виборів у муніципальну раду 6 березня 2005 року є таким: 
- АНП займають 16 місць.

- СДПА займають 8 мість.

- Зелені займають 1 місце.

### Міста-побратими
Рец має 3 міста побратими. Місто є побратимом з такими містами:
- Рец, Німеччина
- Гайнбург, Німеччина
- Зноймо, Чехія

## Основні пам'ятки

### Історичні будівлі
- Hauptplatz (головна площа) з Pranger (ганебний стовп), ратушею, Verderberhaus і Sgraffitohaus. Під площею Хауптплац розташована обширна система винних погребів
- Замок Ґаттербурґ
- Dominikanerkirche і монастир (домініканський костел)
- Парафіяльний костел Святого Стефана
- Вітряний млин
- Голгофа
- Військовий цвинтар, побудований у 1979 році, де з тих пір разом поховані всі німецькі солдати, які полягли у Вайнфіртелі.

### Музеї
- Fahrradmuseum (музей велосипедів) у замку Гаттербург
- Retzer Erlebniskeller («Пригодницький винний льох»), одна з найбільших підвальних систем у Середній Європі
- Museum Retz (краєзнавчий музей і Південноморавська галерея)

## Події
- Weintage («Дні вина») — щорічний фестиваль, 10 днів після Свята Тіла та Крові Христових
- Weinlesefest («Свято збору винограду») — щорічний фестиваль, з п'ятниці по неділю в останні вихідні вересня
- Kürbisfest im Retzer Land («Фестиваль гарбузів») в регіоні навколо Рецу

## Економіка та інфраструктура
Рец — це традиційне торгове місто. Воно відоме своєю торгівлею винами.
На момент 2001 року налічувалось 206 робочих місць несільськогосподарського призначення, на 1999 рік — 315 робочих місць сільського господарства. Чисельність прибуткових осіб за переписом населення 2001 року становить 1709 осіб. Показник активності склав 42,08%.

### Транспорт
Ретц має залізничну станцію ÖBB, з регулярним рухом до Відня. Також є поїзди до Зноймо (Чехія). У вихідні дні літа є поїзд «Reblaus Express» між Рецом та Дрозендорф-Циссерсдорфом; цим поїздом керує Транспортна компанія Нижньої Австрії (нім. Niederösterreichische Verkehrsorganisationsges). 

### Зміни у кількості населення
За даними перепису населення 2001 року, місто Рец має 4168 мешканців. Ще в 1991 році тут проживало 4284 осіб, в 1981 році — 4333 жителів, а в 1971 році — 4927 жителів.